# Tweede Kamerverkiezingen 2017/Kandidatenlijst/Niet Stemmers
Dit is de lijst van kandidaten van Niet Stemmers voor de Nederlandse Tweede Kamerverkiezingen van 15 maart 2017, zoals deze op 3 februari 2017 werd vastgesteld door de Kiesraad. De partij zal meedoen in 16 van de 20 kieskringen.

## Achtergrond
De kandidatenlijsten van Niet Stemmers in de kieskringen Leeuwarden, Assen, Middelburg en Bonaire werden door de Kiesraad ongeldig verklaard. Lijsttrekker werd Peter Plasman.

## De lijst
1. Peter Plasman – 4.385
2. Rijk Plasman – 116
3. Rits Plasman – 68
4. Willem van Vliet – 79
5. Nihad El Farougui – 210
6. Remco Rhee – 126
7. Maribel Schwab – 124
8. Yasemin Karga – 87
9. Selmi Konya – 67
10. Rachel Held – 280
11. Carolien Pentinga – 114
12. Judith Plasman-Van Ligten – 369

VVD · PvdA · PVV · SP · CDA · D66 · ChristenUnie · GroenLinks · SGP · Partij voor de Dieren · 50PLUS · OndernemersPartij · VNL · DENK · Nieuwe Wegen · Forum voor Democratie · De Burger Beweging · Vrijzinnige Partij · GeenPeil · Piratenpartij · Artikel 1 · Niet Stemmers · Libertarische Partij · Lokaal in de Kamer · Jezus Leeft · StemNL · Mens en Spirit/Basisinkomen Partij/V-R · Vrije Democratische Partij